# Chalcoecia
Chalcoecia é um gênero de traça pertencente à família Arctiidae.